# Clay megye (Nebraska)
Clay megye az Amerikai Egyesült Államokban, azon belül Nebraska államban található. Megyeszékhelye Clay Center, legnagyobb városa Sutton. Lakosainak száma 6104 fő (2020. április 1.). Clay megye Hamilton, Nuckolls, Adams, Webster, York és Fillmore megyékkel határos.

## Népesség
A megye népességének változása:
| Lakosok száma | 6542 | 6481 | 6416 | 6392 | 6309 | 6104 |
|               | 2010 | 2011 | 2012 | 2013 | 2015 | 2020 |